# Episclerale Tätowierung

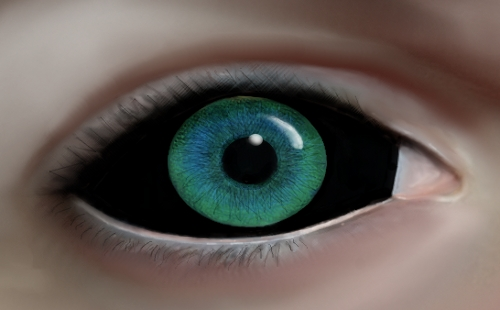
Tätowierung der Sclera

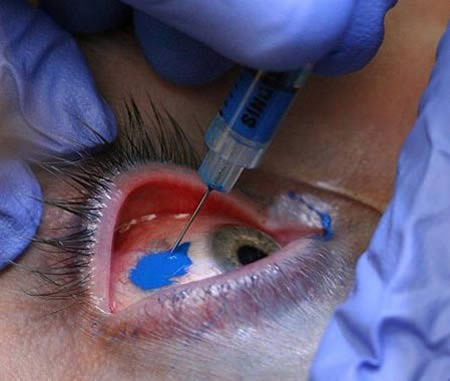
Augapfeltattoo

Die episclerale Tätowierung (Augapfeltattoo) ist eine Tätowierung, bei der Tätowierfarbe unter die Lederhaut (Sclera) des Auges injiziert wird.

## Vorgang und Risiken
Bei dieser Methode ist es nicht möglich, Motive zu erstellen, da sich die Farbe unkontrolliert zwischen  Bindehaut und Lederhaut verteilt. Um den gesamten sichtbaren Teil der weißen Augenhaut einzufärben, sind etwa 40 Stiche nötig. Der Prozess ist schmerzhafter als der einer normalen Tätowierung, wird nur beim Menschen angewendet und dient ausschließlich der Körpermodifikation. Da das Auge sehr empfindlich ist, kann es zu schwerwiegenden Komplikationen wie Blutungen, Infektionen, Narbenbildungen oder allergischen Reaktionen bis hin zum vollständigen Erblinden kommen. Langzeitwirkungen sind medizinisch bislang noch nicht ausreichend erforscht. Ärzte warnen daher eindringlich vor solchen Eingriffen. Gleichwohl hat sich in den letzten Jahren die Häufigkeit derartiger Tattoos insbesondere in den USA erhöht.
Das Verfahren ist nicht zu verwechseln mit der Hornhauttätowierung (Keratographie), die allein medizinischen Zwecken dient.